# Jürgen Stackmann

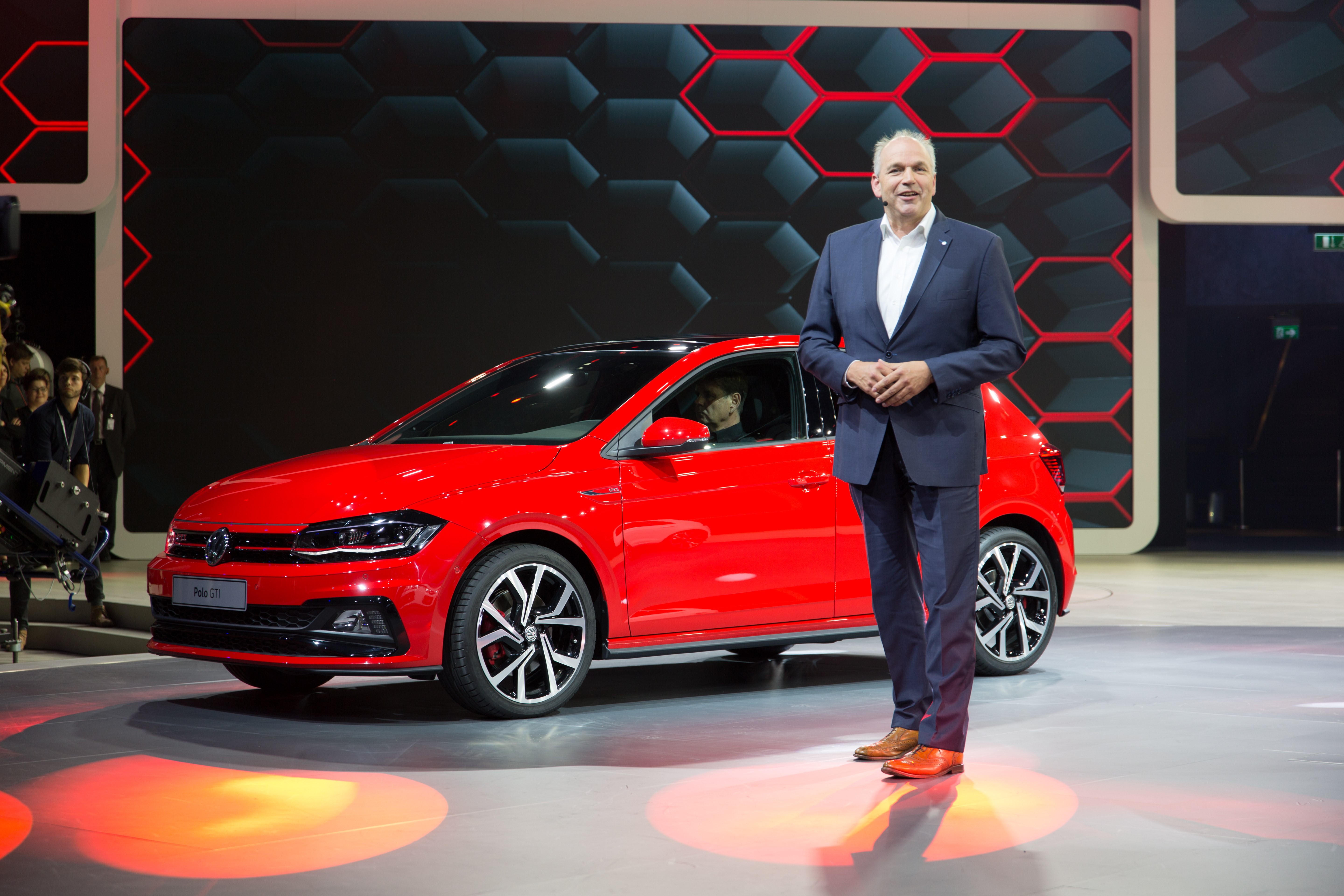
Jürgen Stackmann auf der IAA 2017

Jürgen Stackmann (* 12. September 1961 in Buxtehude) ist ein deutscher Marketingexperte und Automobilmanager.

## Leben
Jürgen Stackmann stammt aus einer Kaufmannsfamilie, die das Kaufhaus Stackmann in Buxtehude, vor den Toren Hamburgs, besitzt. Nach dem Abitur 1981 machte er eine Lehre zum Bankkaufmann bei der Vereins- und Westbank in Hamburg. Stackmann studierte Betriebswirtschaftslehre und Marketing an der Hochschule für Technik und Wirtschaft des Saarlandes und der Universität Metz. Er graduierte mit einem Doppel-Diplom in Betriebswirtschaftslehre und Marketing.
1989 begann er seine Karriere als Zonenleiter bei der Ford-Werke AG in Köln. Im Anschluss daran besetzte er verschiedene Positionen im Produktmarketing, bevor er der Operations Manager für European Regional Sales wurde. 1998 wurde er zum Verkaufsleiter Westdeutschland ernannt. 1999 wurde Stackmann Marketing Direktor von Ford Deutschland, bevor er 2005 zum Vice President Marketing bei Ford of Europe ernannt wurde. 2006 wurde er Geschäftsführer für Verkauf und Marketing Ford Deutschland, bevor er zum stellvertretenden Vorsitzenden der Geschäftsführung ernannt wurde.
Im Juli 2010 wechselte Stackmann zum Volkswagen-Konzern. Ab September wurde er Vorstandsmitglied für Verkauf, Marketing und Service bei der ŠKODA-AUTO A.S. in Mlada Boleslav. Stackmann war außerdem Aufsichtsratsmitglied bei den folgenden Gesellschaften: ŠKODA-AUTO India PL, Volkswagen Group France, ŠKODA-AUTO Slovenska und Volkswagen Group Polska. Ab September 2012 war er Marketing-Chef des Volkswagen-Konzerns und der PKW-Sparte von Volkswagen.
Im Mai 2013 wurde Jürgen Stackmann Vorstandsvorsitzender und President der SEAT A.S. in Martorell. Am 1. November 2015 wurde Stackmann zum Markenvorstand Volkswagen Pkw für Vertrieb, Marketing und After Sales ernannt. In dieser Zeit war er Regionalverantwortlicher für das Südamerika Geschäft im Vorstand und Aufsichtsratsvorsitzender der Vertriebsgesellschaft Volkswagen Group do Argentina. Von September 2018 bis September 2020 war Stackmann Mitglied des Aufsichtsrats der Porsche Holding, Salzburg sowie Aufsichtsratsmitglied von Diconium GmbH in Stuttgart. Im Oktober 2020 verließ Stackmann den Volkswagen-Konzern.
Seit Mai 2021 ist Stackmann Dozent am Institut für Automobilwirtschaft der Hochschule für Wirtschaft und Umwelt Nürtingen-Geislingen. Seit Juli 2021 ist Stackmann Direktor des Institutes für Mobilität an der Universität St. Gallen und hält dort auch Gastvorlesungen. Seit Oktober 2022 ist er Mitglied des Aufsichtsrates der AVAG Holding SE, Deutschlands größtem Autohandelsunternehmen. Im September 2023 ergänzte Jürgen Stackmann den Beirat der Grupo Antolin Irausa S.A., einem der größten globalen Tier 1 Zulieferer für Fahrzeuginnenraumteile. Seit Januar 2024 schreibt er eine regelmäßige Kolumne für das Online-Magazin Autohaus.de, die sich mit aktuellen Themen der deutschen Automobilindustrie auseinandersetzt.

## Privates
Jürgen Stackmann ist verheiratet und hat zwei Töchter, zwei Söhne und drei Enkelkinder.